# Sinar Mas Center
El Sinar Mas Center es un conjunto de 3 edificios de gran altura, localizados en el Distrito de Hongkou, en Shanghái. La propuesta original era de una torre de 388 metros, pero se redujo a los 265 metros, y fue rechazada también. El diseño final propuso una torre de 319 metros.
La primera torre es de 319 metros y tiene 66 pisos, la segunda es de 171 metros y tiene 39 pisos, la tercera es de 111 metros y tiene 23 pisos. Las 3 torres rodean una plaza y unas pequeñas edificaciones de oficinas.

## Construcción
Su construcción inició en el 2009, comenzado por la inmensa área alrededor de las torres y continuando con las pequeñas oficinas. Para finales de dicho año, se comenzaron a construir los cimentos de las 3 torres; para finales del 2009 las torres ya se comenzaban a parecer al diseño final. En 2010, la segunda y la tercera torre ya superaban los 100 metros, mientras la primera ya estaba alcanzando los 175 metros. Entre marzo y abril del 2012, las torres estaban comenzando a ser fachadas con vidrio, la tercera torre ya había alcanzado su altura máxima, la segunda estaba por alcanzarla y, la tercera ya alcanzaba 280 metros. En febrero de 2015, la primera torre alcanzó su tope estructural, al mismo tiempo que empezaba la instalación de la fachada.